# Mercedes-Benz W 06
Pour les articles homonymes, voir Mercedes-Benz.
Les Mercedes-Benz Série S ou Mercedes-Benz W06 sont une série de voiture de sport du constructeur automobile allemand Mercedes-Benz, fabriquées à environ 300 exemplaires, déclinés entre 1927 et 1933 en versions Mercedes-Benz S, SS, SSK et SSKL. 

## Mercedes-Benz S (1927-1930)
Après la création entre 1924 et 1926 du groupe Daimler-Mercedes-Benz par Ferdinand Porsche, par fusion des entreprises allemandes Daimler-Motoren-Gesellschaft, Mercedes et Benz & Cie., celui-ci conçoit cette série de Mercedes-Benz S, SS, SSK, et SSKL, à moteur de six cylindres en ligne à compresseur, dont les versions sport dominent la compétition automobile des années 1920 et années 1930, prémisse des futures Flèches d'Argent de grand prix et des Mercedes-Benz W29 des années 1930. 

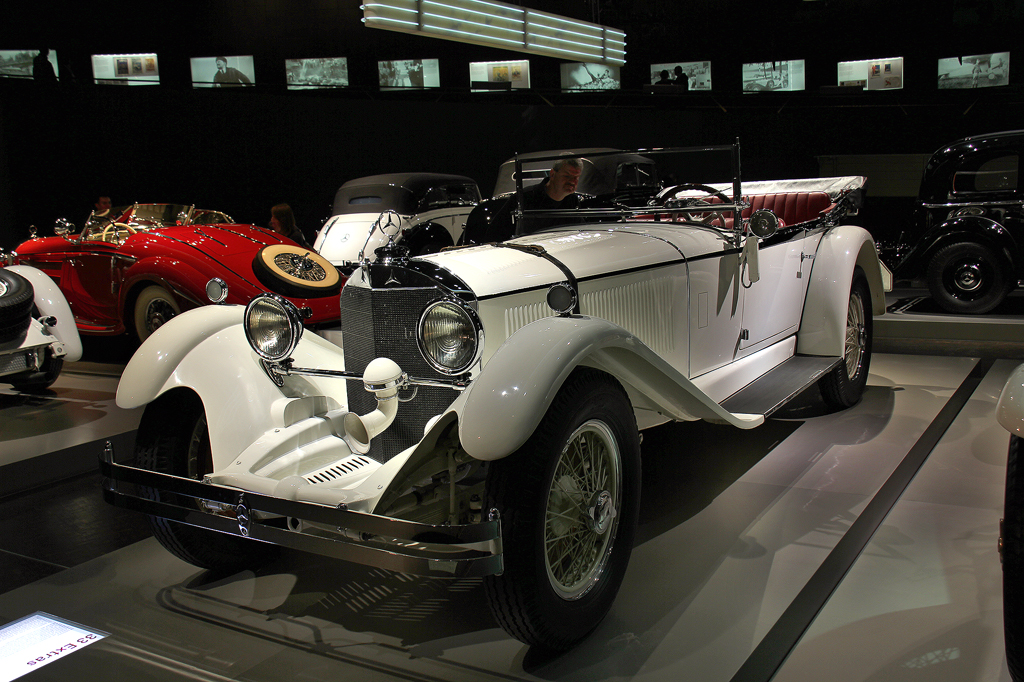
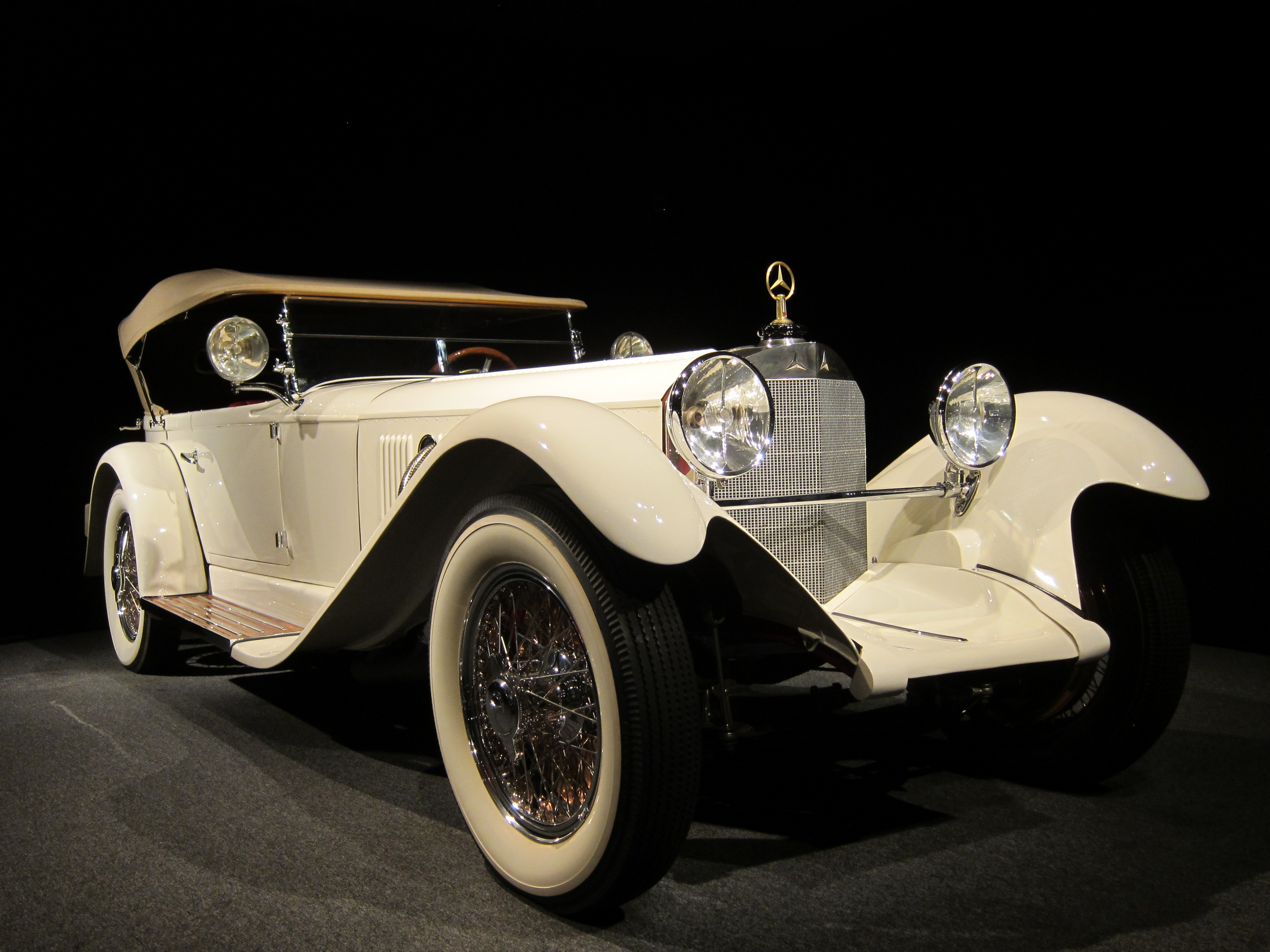
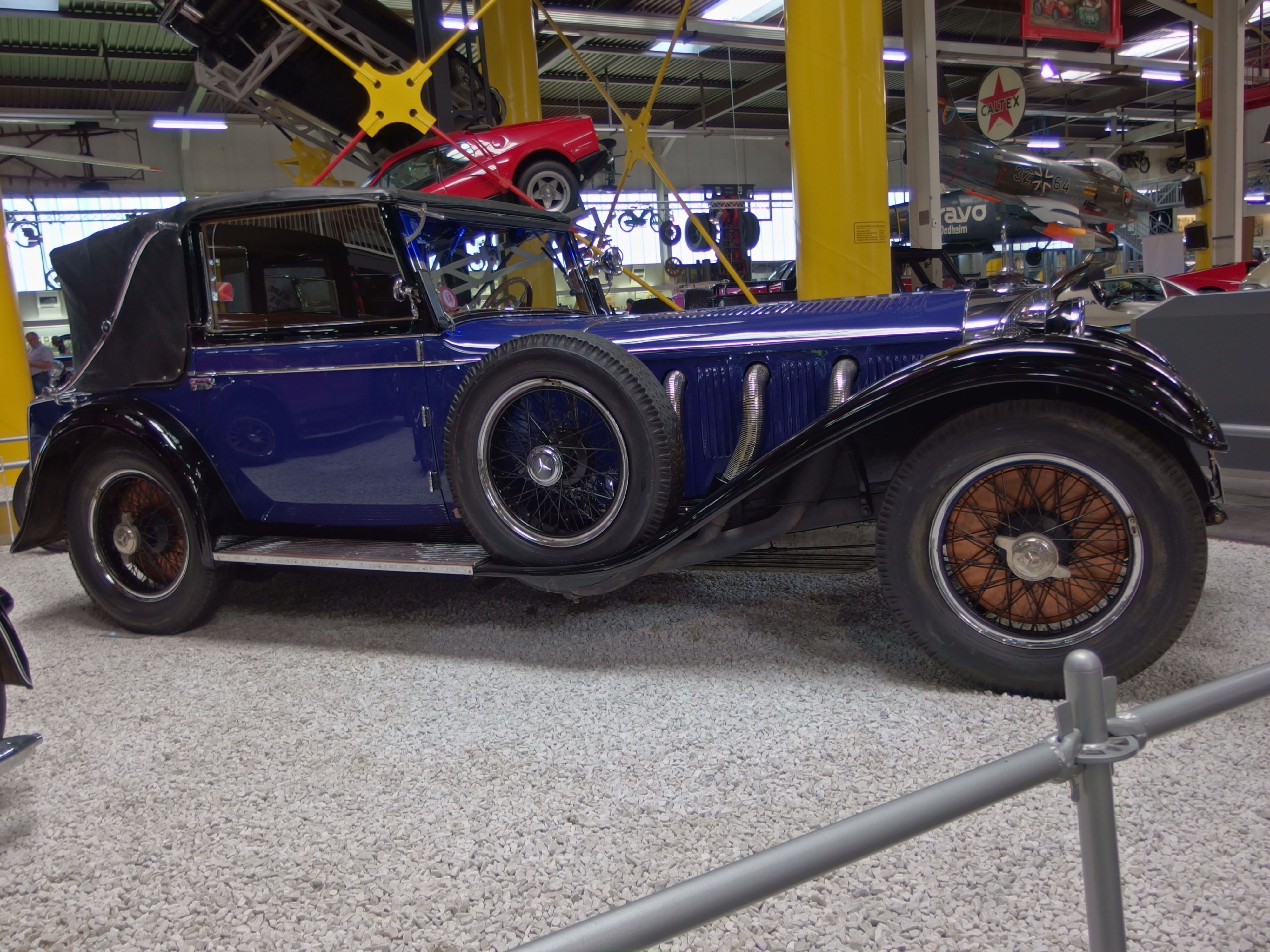

Cette évolution de la Mercedes-Benz K de 1926 est motorisée par un moteur de six cylindres en ligne (M 06) de 6,8 L pour des puissances de 120 ch ou 180 ch avec compresseur Roots optionnel.

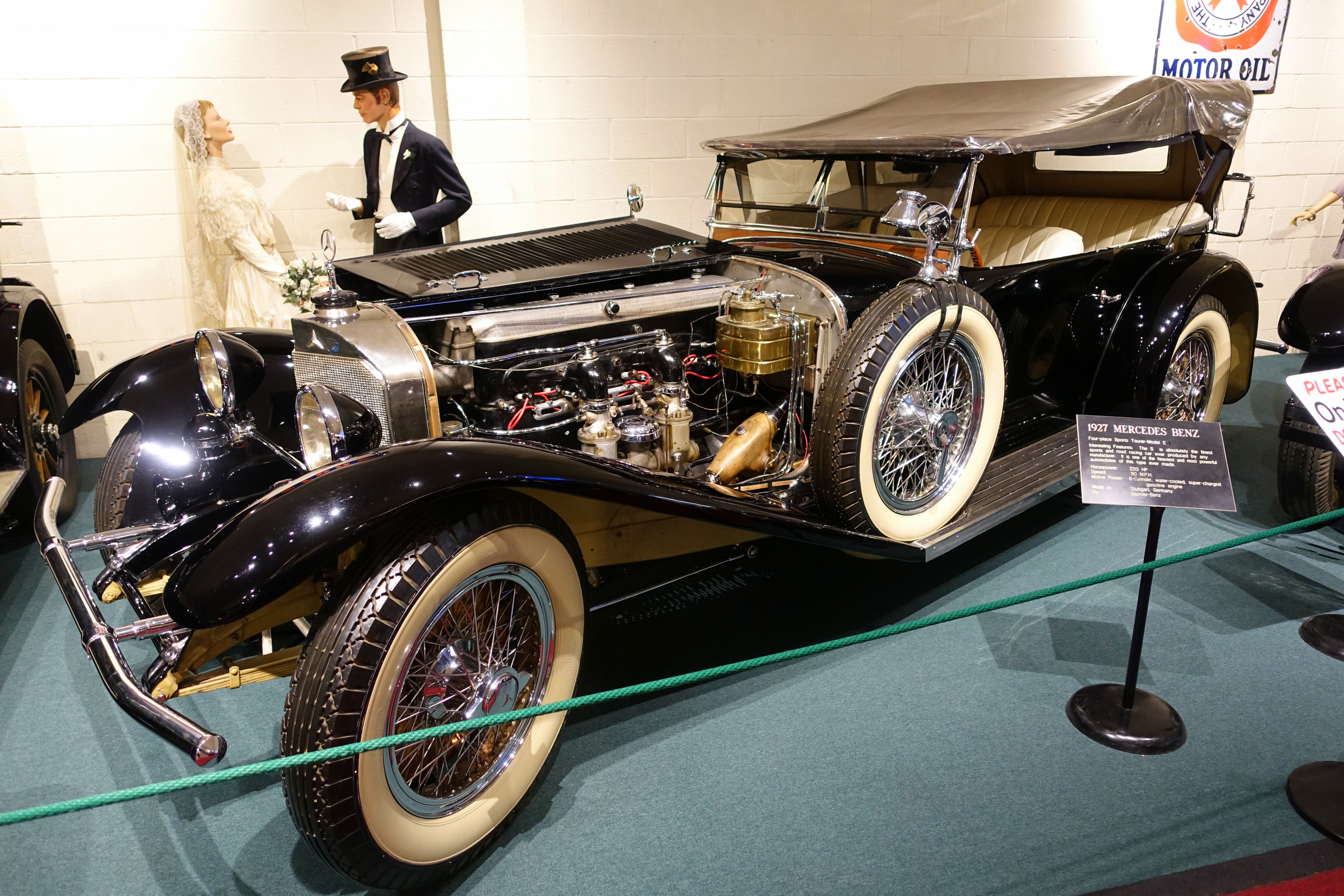
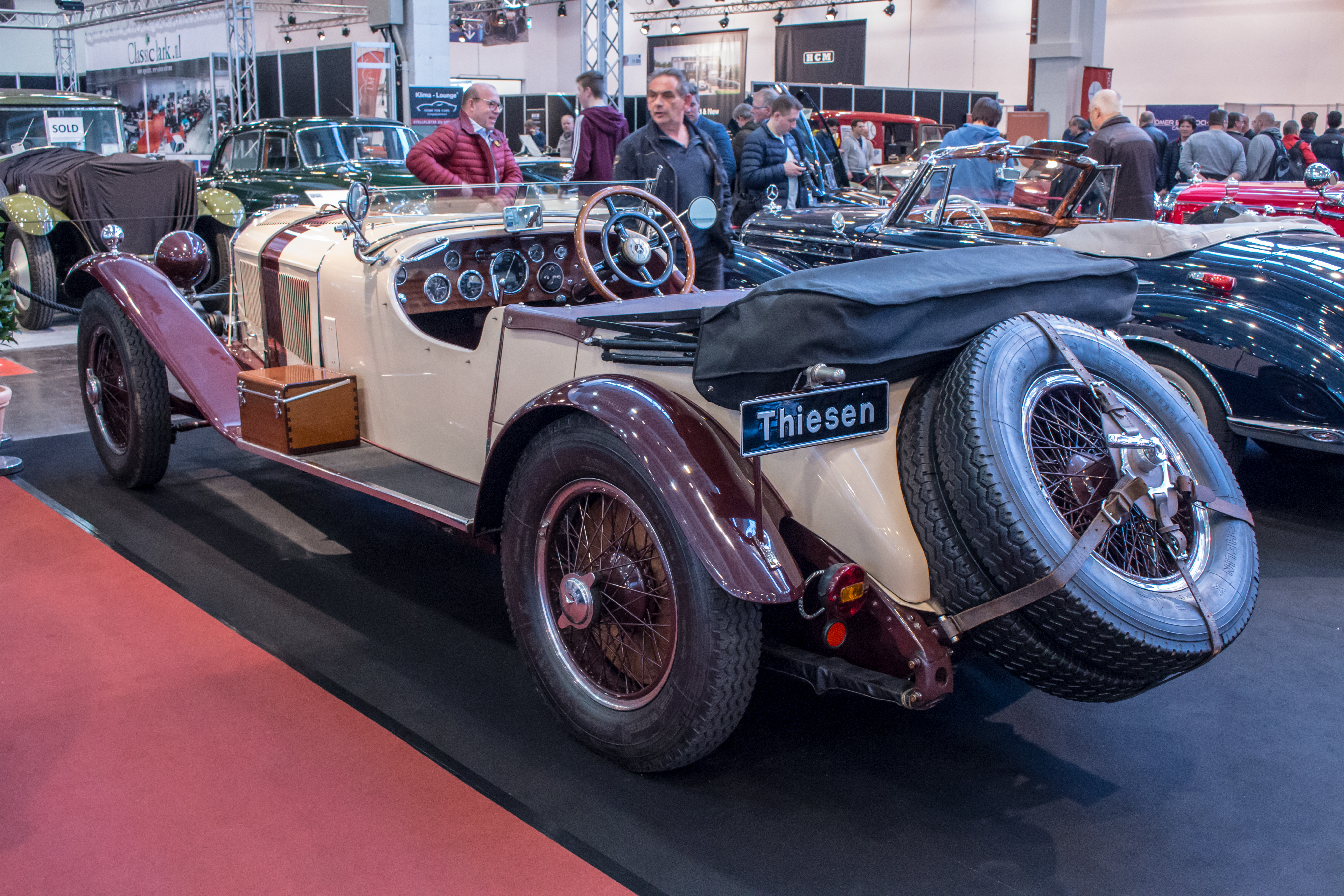
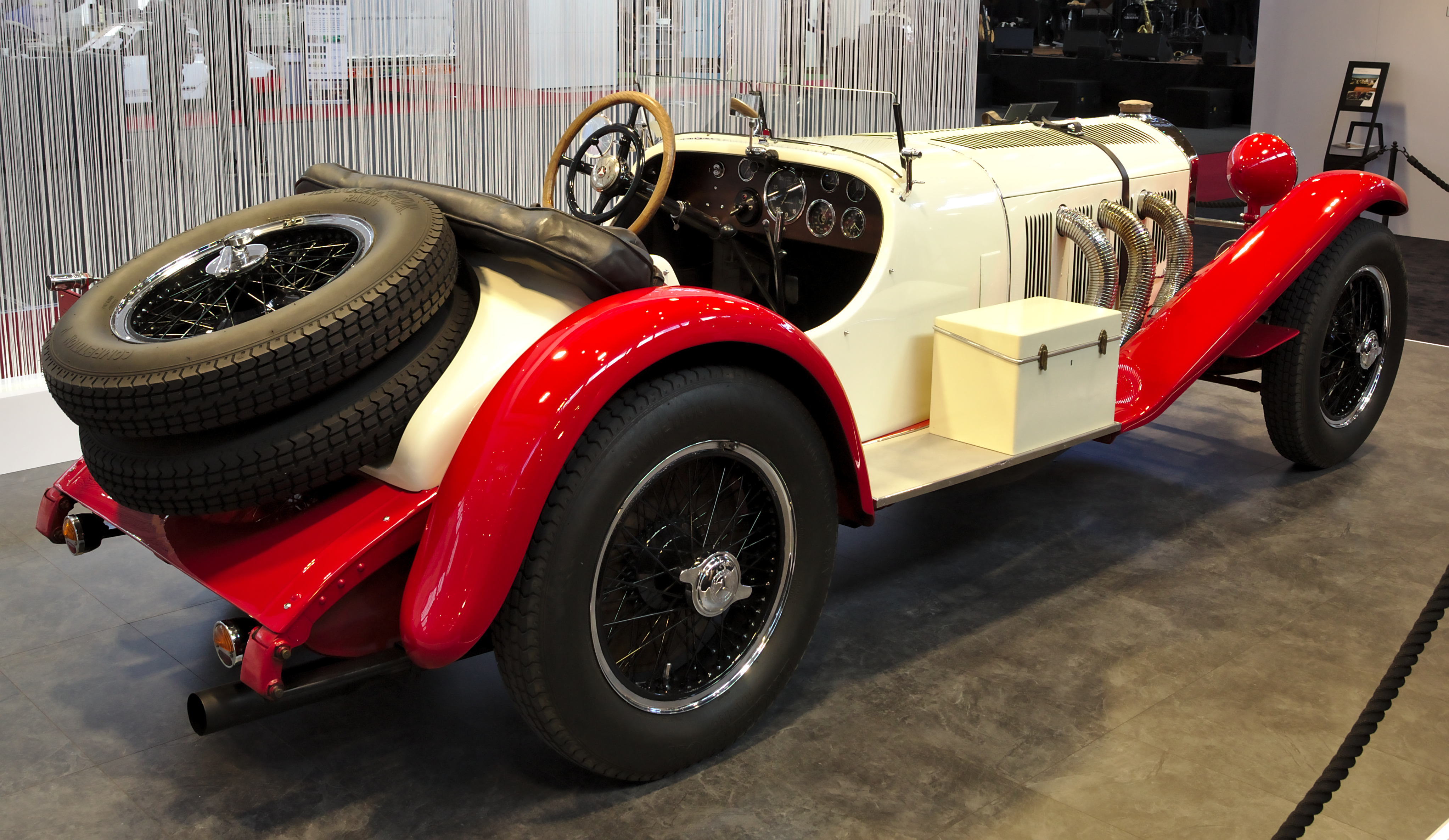

Produit à 174 exemplaires entre 1926 et 1930, la version sport du modèle S fait ses débuts en compétition lors de la course d'inauguration du circuit automobile du Nürburgring, en remportant en particulier une double victoire au  Grand Prix automobile de l'Eifel 1927 et une triple victoire au Grand Prix automobile d'Allemagne 1927.

## Mercedes-Benz SS (1928-1934)
Une évolution SS (Super Sport) est conçue en 1928, avec une version de 7,1 L du moteur précédent, pour 40 ch de plus, soit 200 ou 225 ch avec diverses options de compresseur.

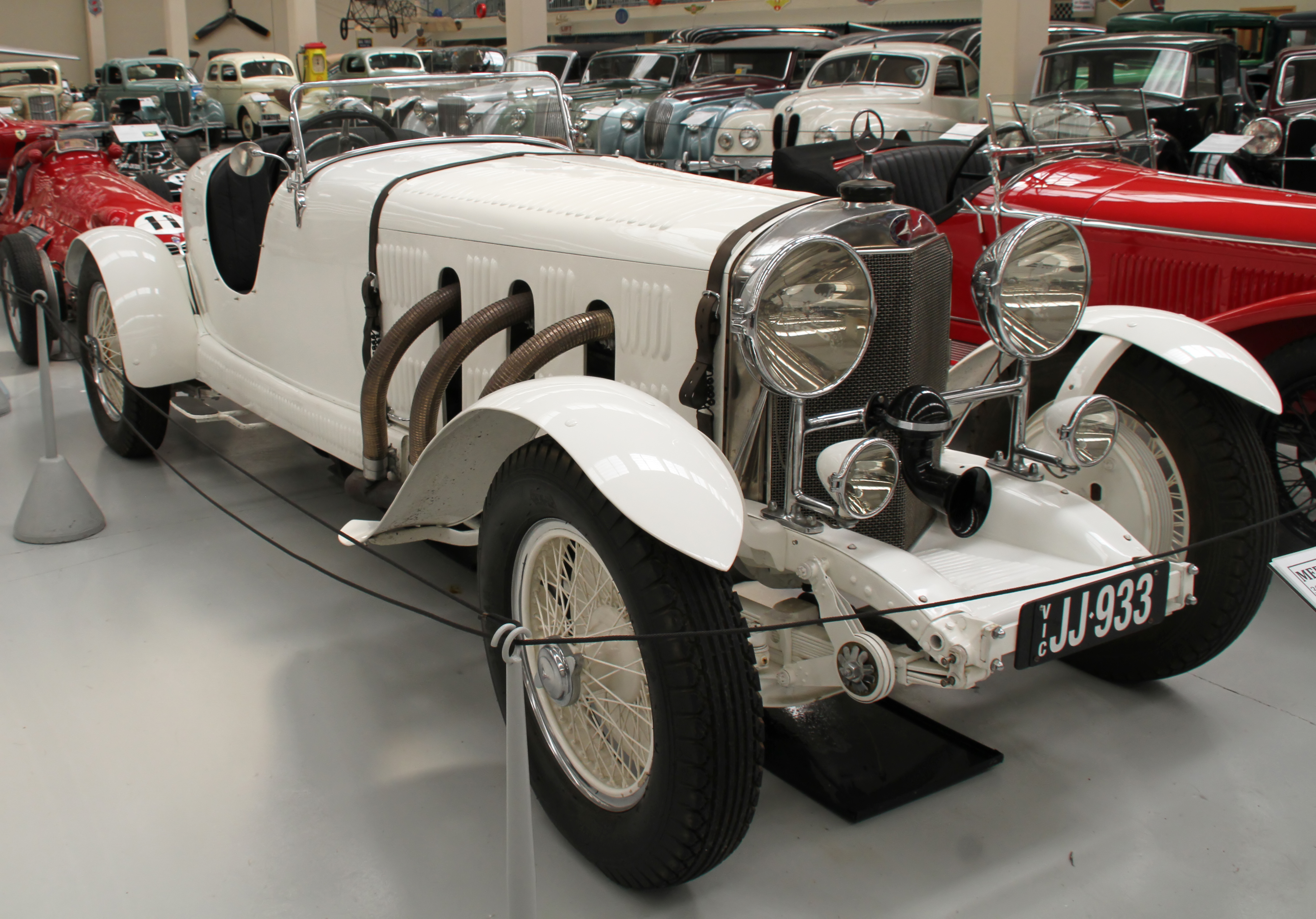
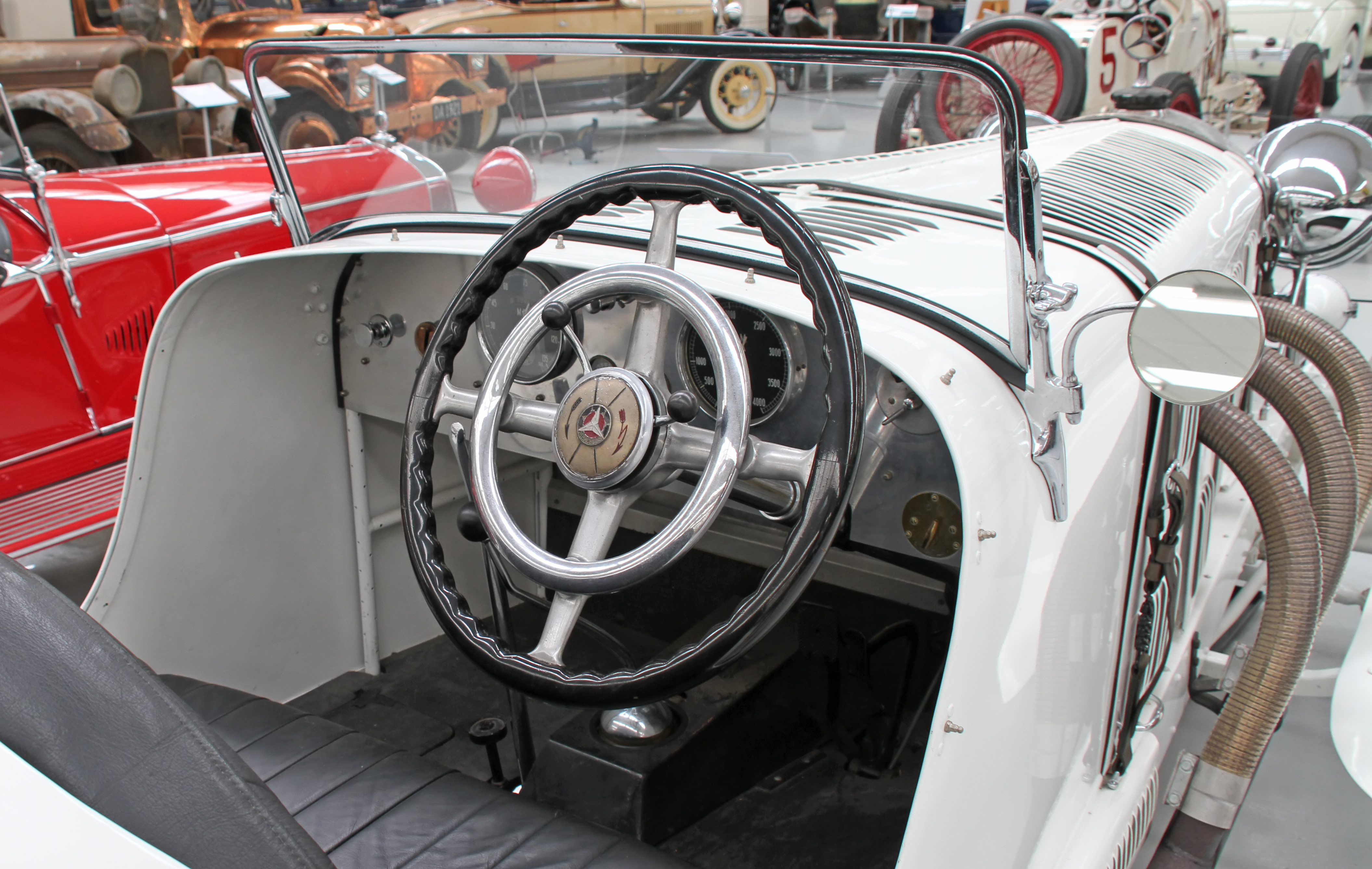
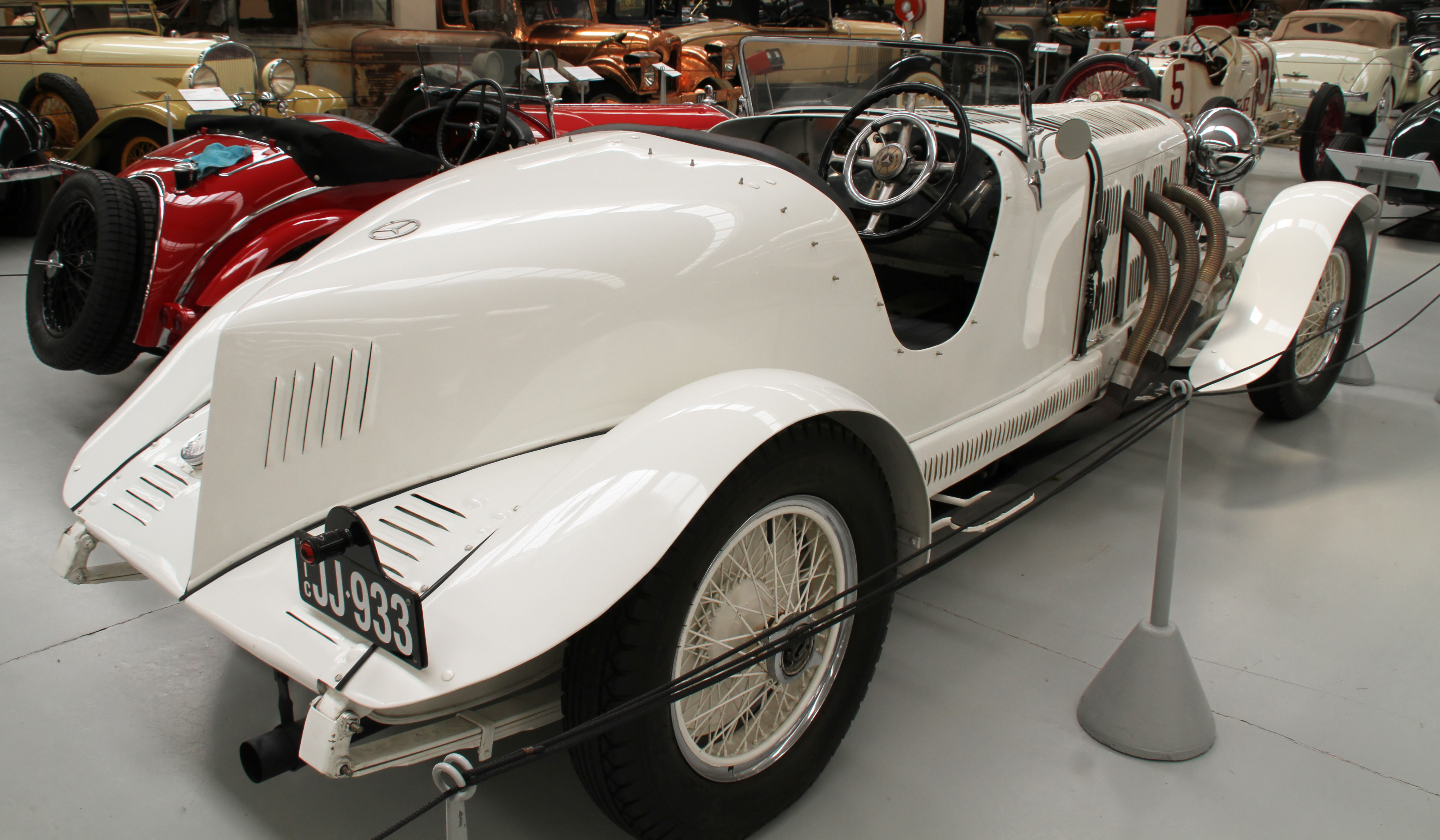

- Modèle 27/140/200 CV (1928-1930) moteur 7 L de 140 ch, et 200 ch avec compresseur.
- Modèle 27/160/200 CV (1930-1933) de 160 ch sans compresseur.
- Modèle 27/170/225 CV (1928-1933) de 170 ch, et 225 ch avec compresseur.

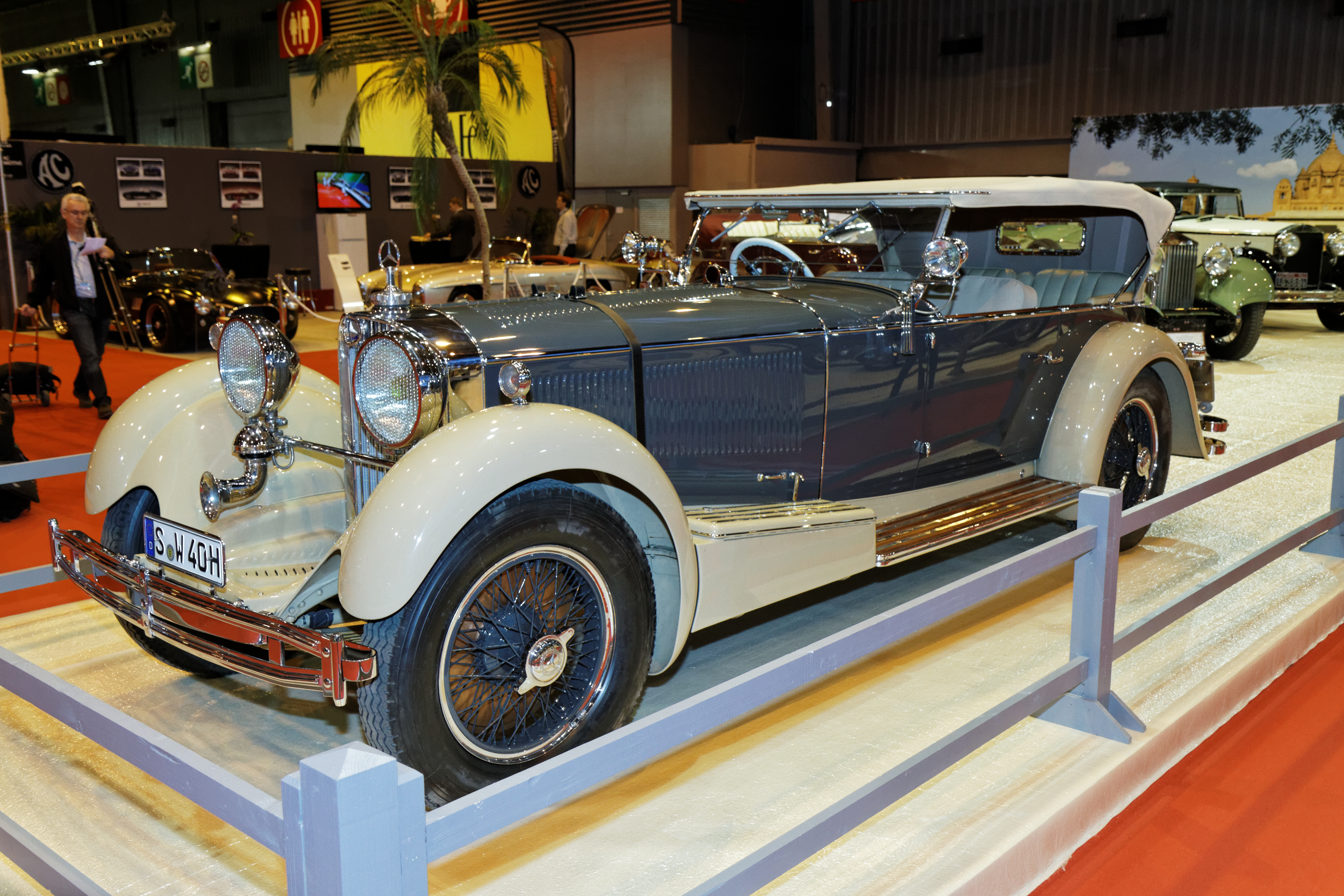
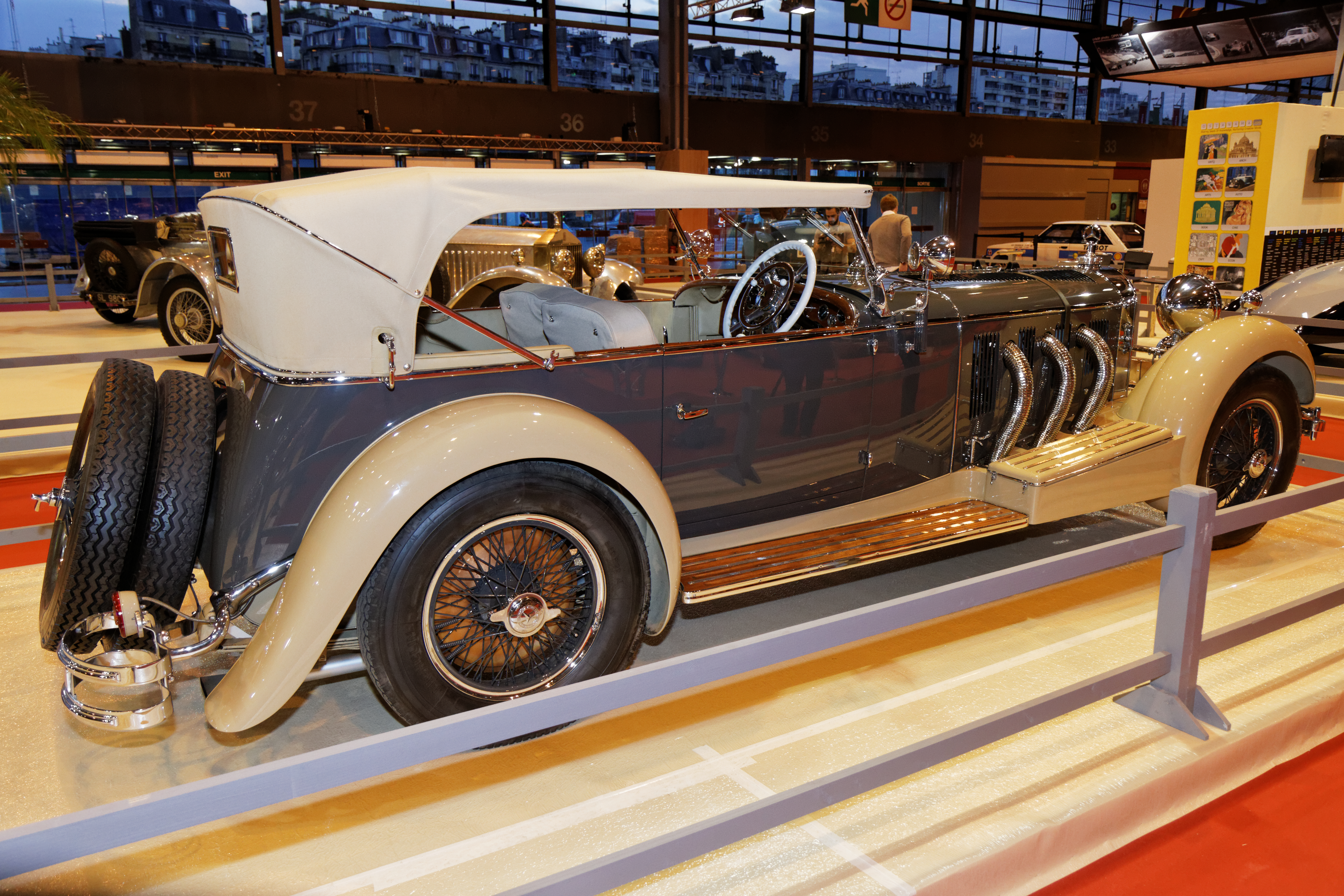
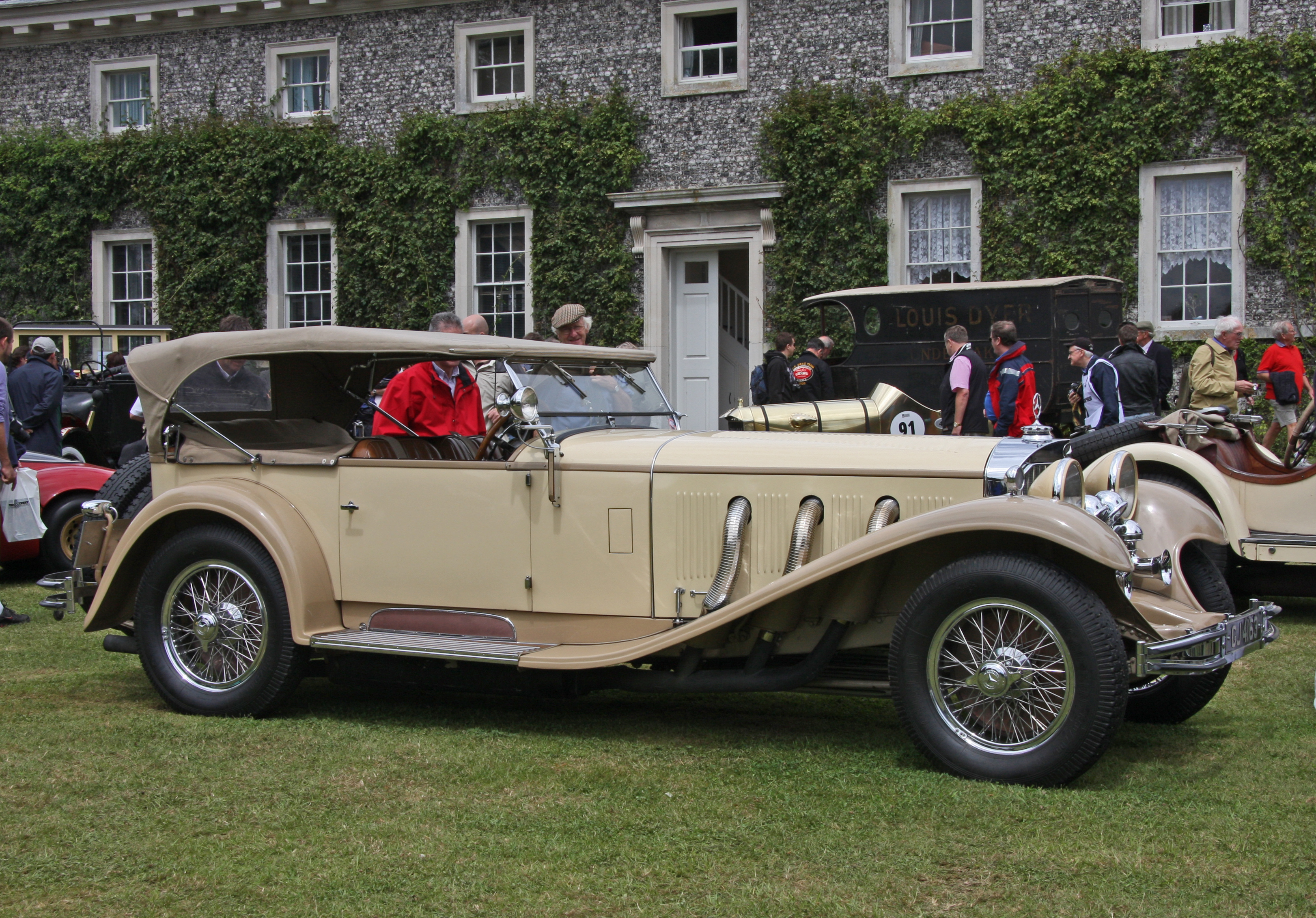

## Mercedes-Benz SSK (1928-1932)
Une version SSK (Super Sport Kurz, ou Super Sport Short, en allemand) est créée avec succès en compétition, fin 1928. Son empattement est raccourci et sa maniabilité améliorée, pour concourir dans les courses de côte, où elle atteint une vitesse de pointe de 192 km/h.

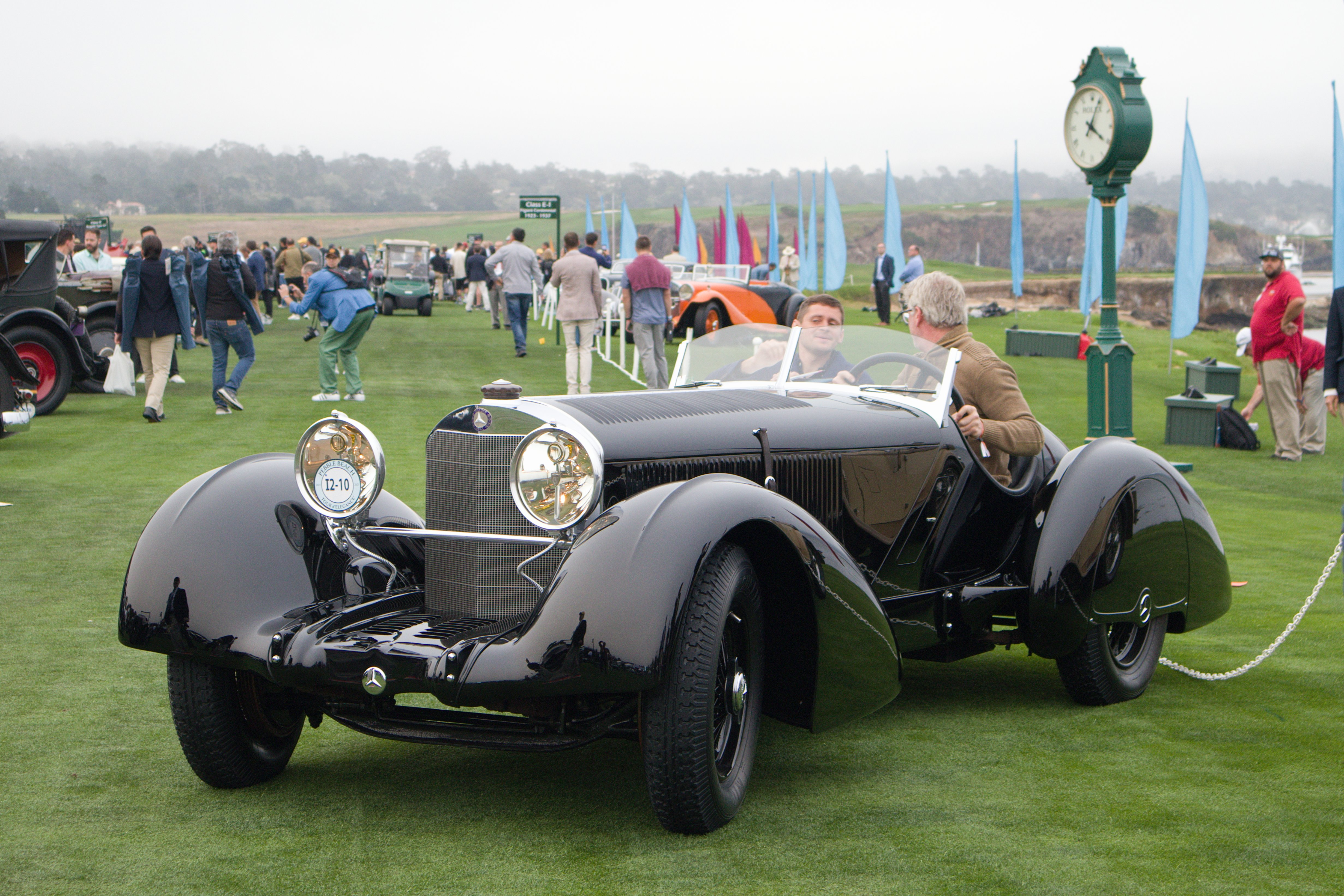
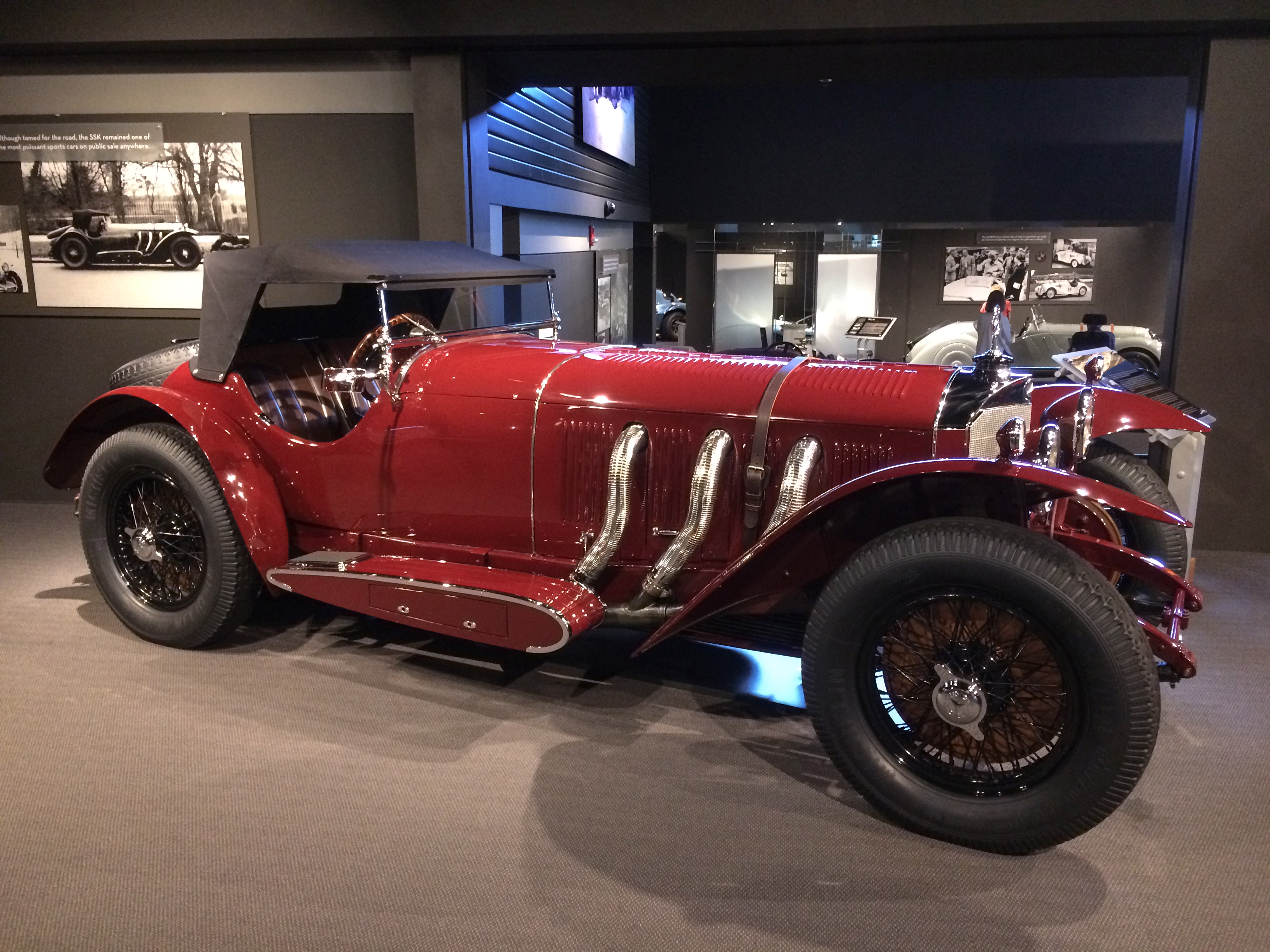
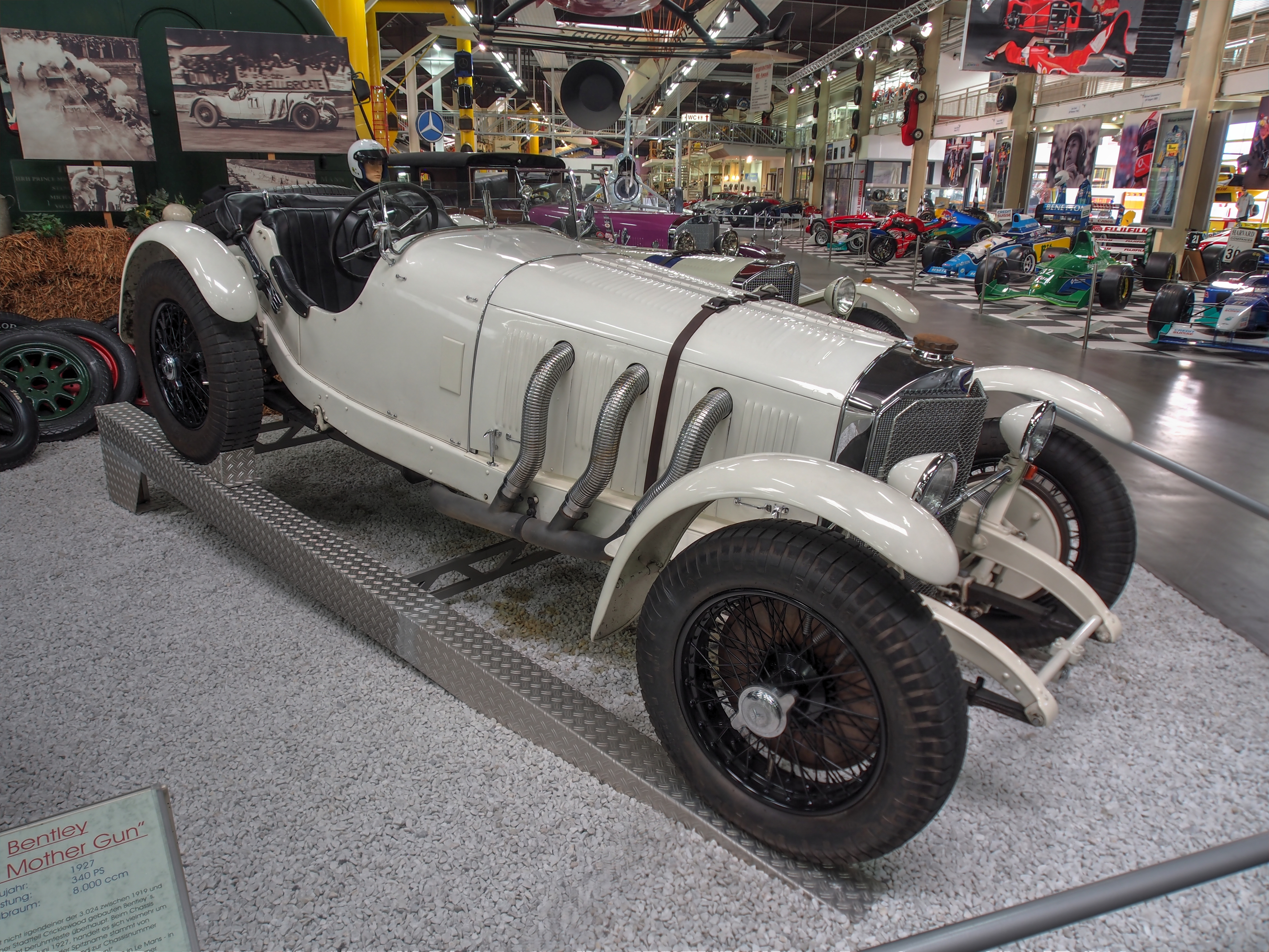

- Modèle 27/140/200 CV (W 06 II, 1928-1929)
- Modèle 27/160/200 CV (W 06 II, 1929-1932)
- Modèle 27/170/225 CV (W 06 III, 1928-1930)
- Modèle 27/180/250 CV (WS 06, 1929-1930)

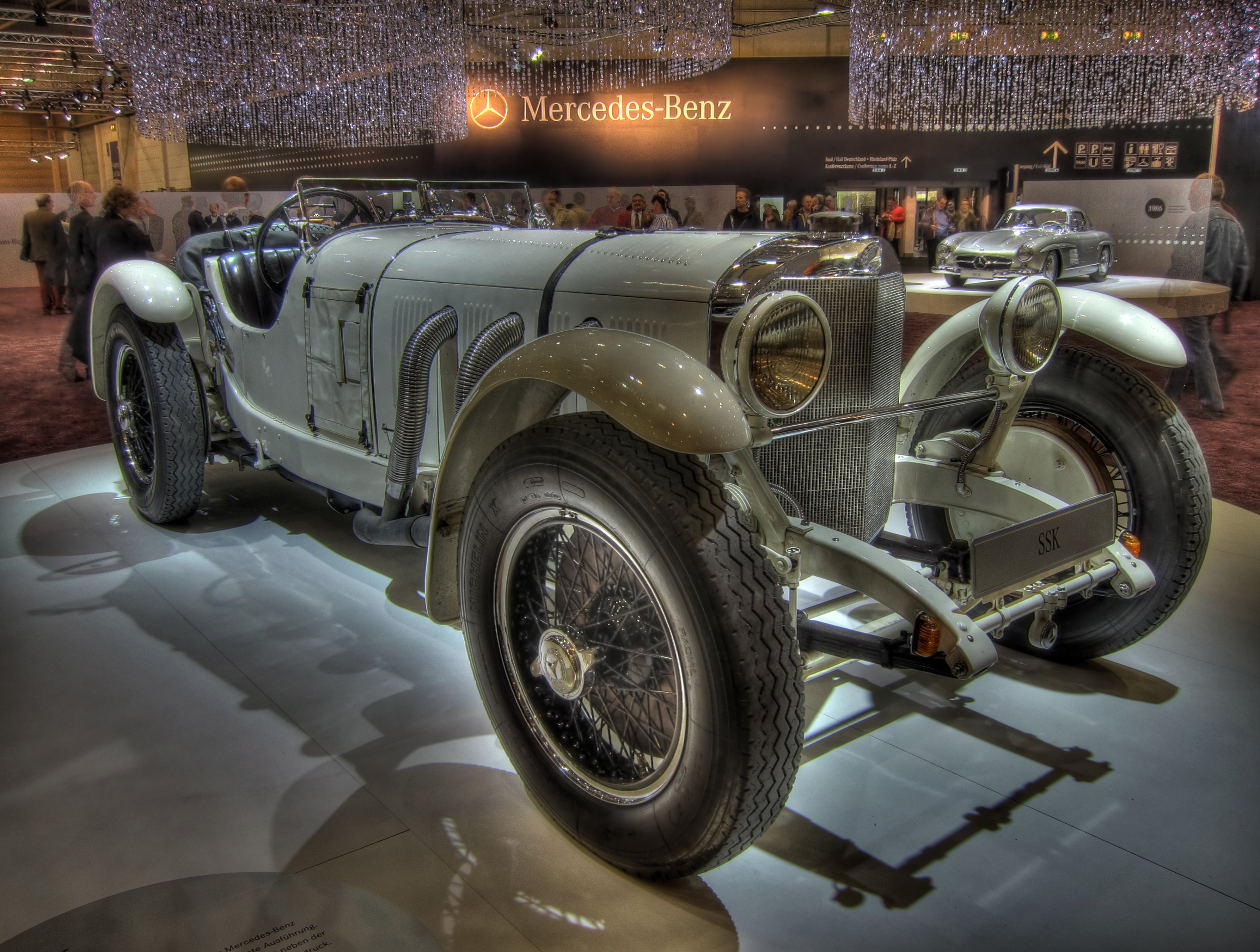
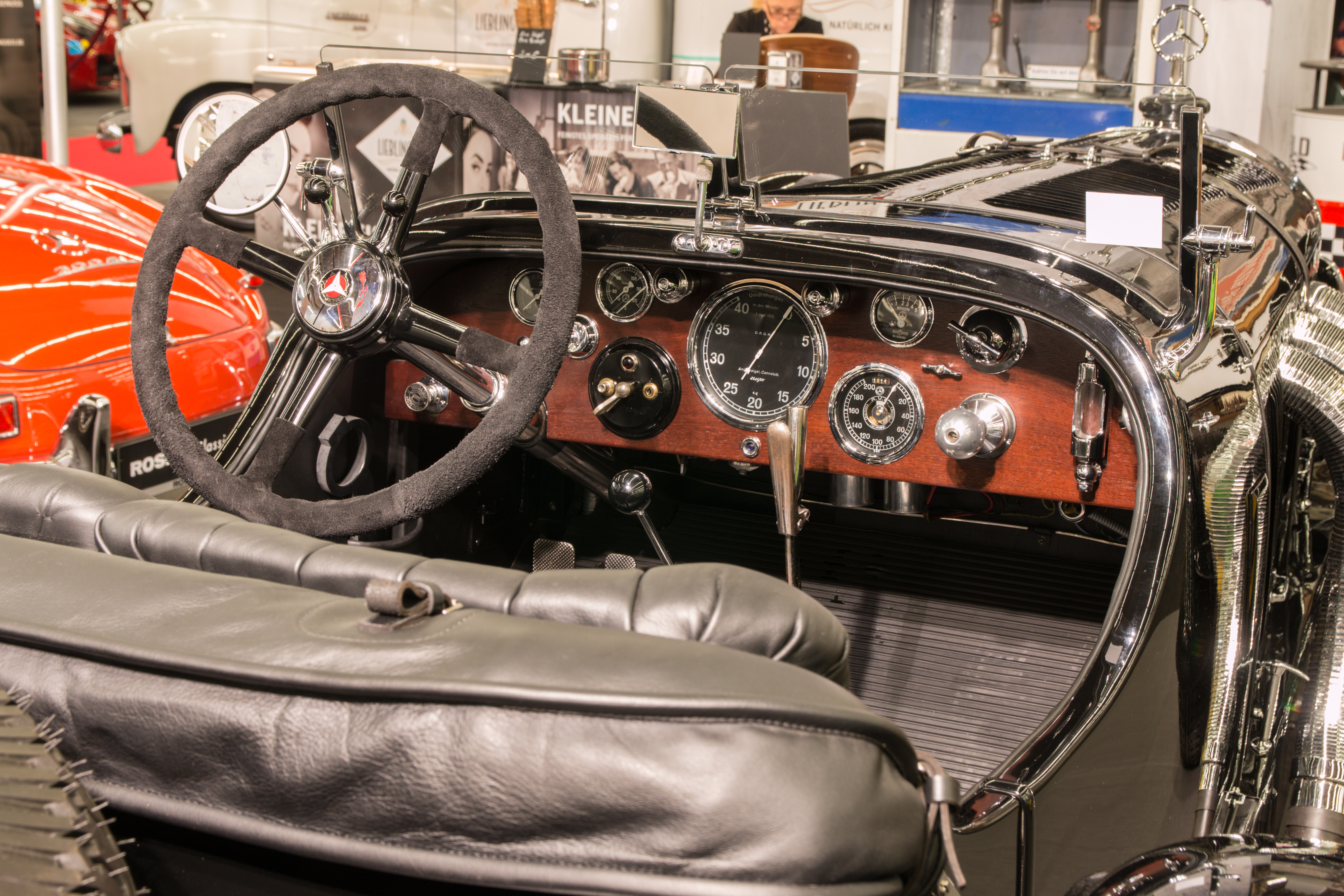
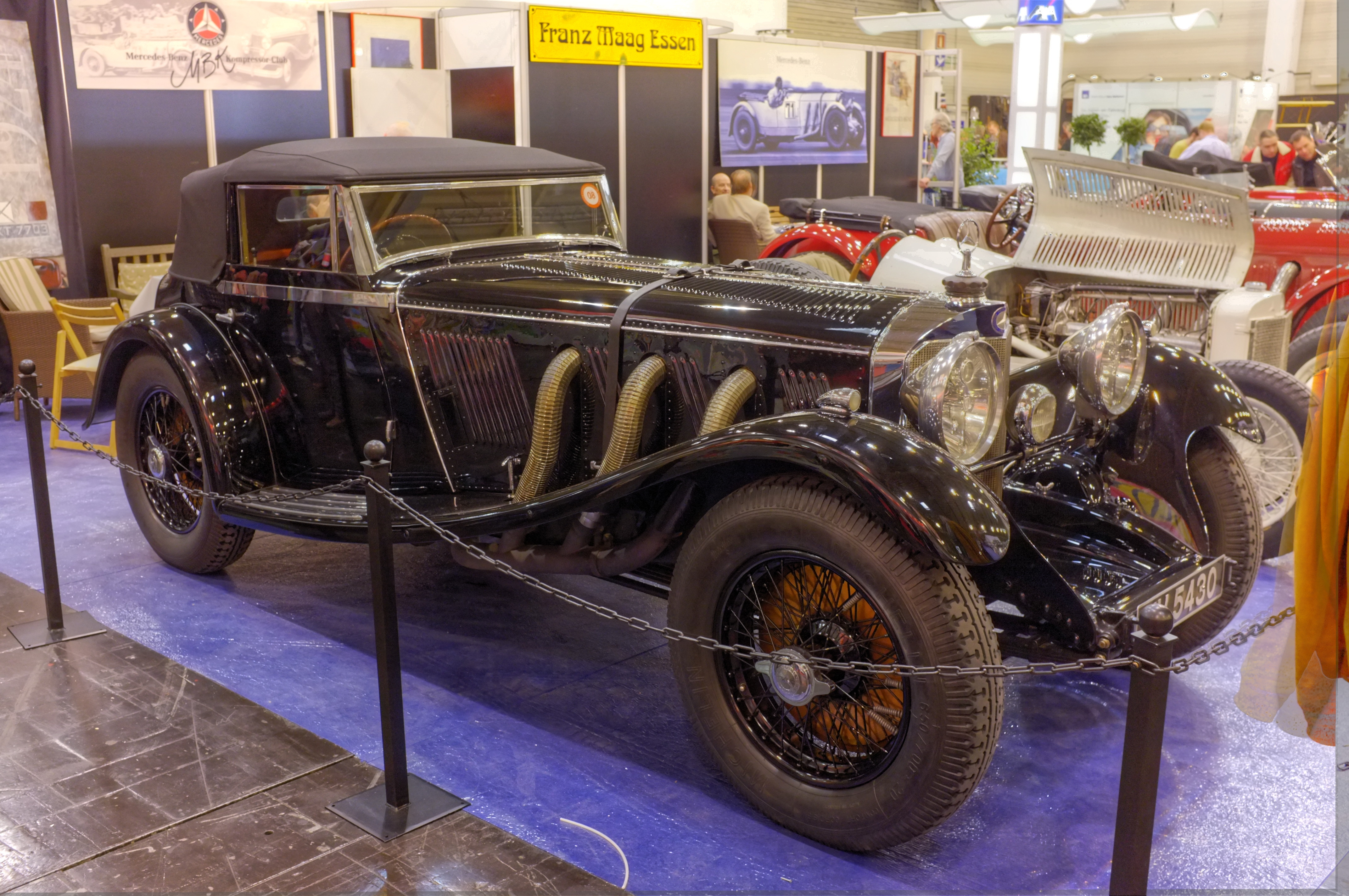

## Mercedes-Benz SSKL (1929-1932)
Quelques versions spéciales de course SSKL (Super Sport Kurz Leicht, ou Super Sport Short Light) sont produites en séries limitées en 1931, réservées aux pilotes de compétition. Version allégée hautes performances des SSK, avec une carrosserie allégée de 125 kg pour une puissance de 300 ch, et une vitesse de pointe de 235 km/h. 

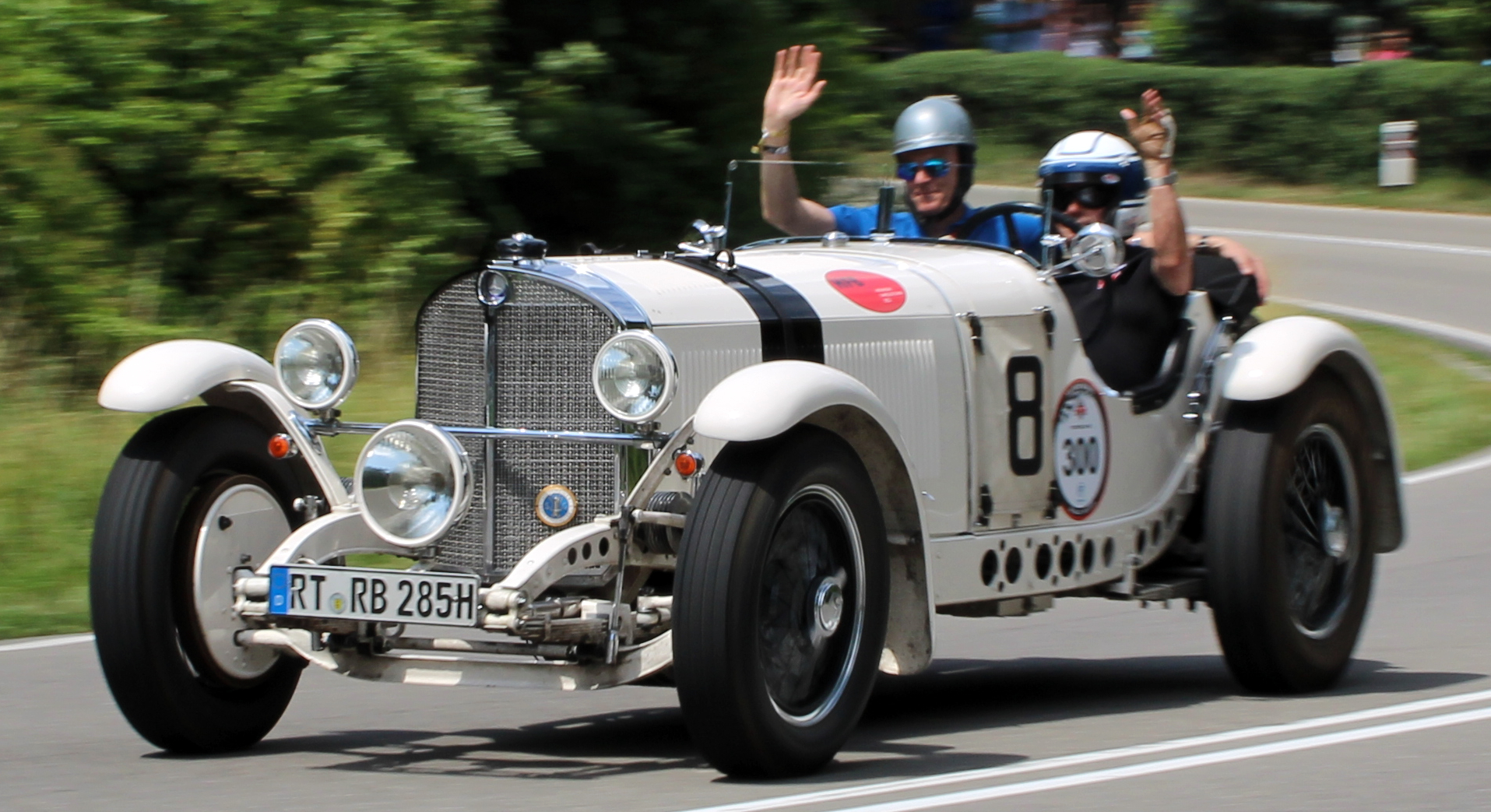
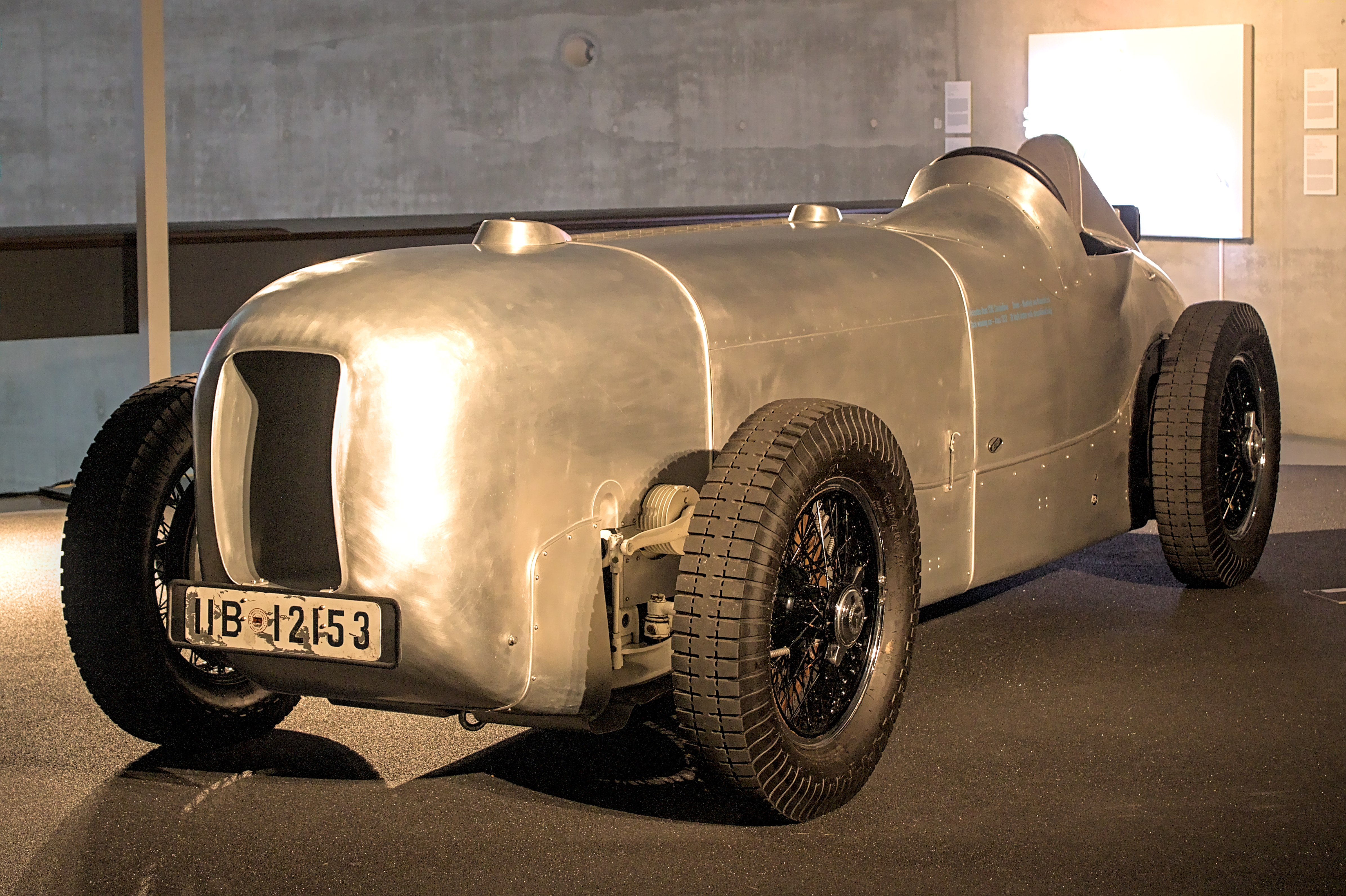
SSKL Streamliner
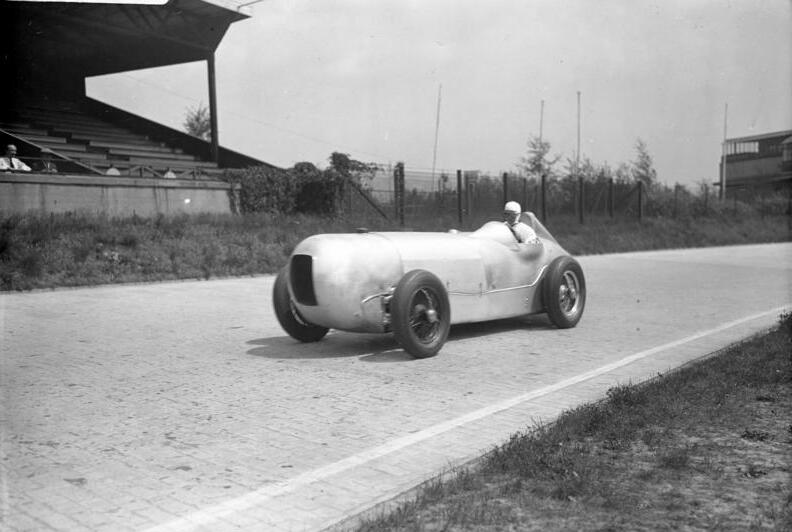
SSKL de Manfred von Brauchitsch

## Chiffres de production W 06
| Année               | 1927 | 1928 | 1929 | 1930 | 1931 | 1932 | 1933 | total |
| ------------------- | ---- | ---- | ---- | ---- | ---- | ---- | ---- | ----- |
| W 06 - S            | 22   | 124  | 0    | 0    | 0    | 0    | 0    | 146   |
| W 06 - SS           | 0    | 4    | 67   | 30   | 2    | 6    | 2    | 111   |
| WS 06 - SSK / SSKL* | 0    | 3    | 20   | 2    | 6 *  | 2    | 0    | 33    |